# Nuoto ai XIX Giochi asiatici - Staffetta 4x200 metri stile libero maschile
La gara della staffetta 4x200 metri stile libero maschili di nuoto ai XIX Giochi asiatici si è svolta il 25 settembre 2023, durante i XIX Giochi asiatici, presso l'Hangzhou Olympic Sports Expo Center.

## Podio
| Pos.    | Nazione       | Atleta                                                                             |
| ------- | ------------- | ---------------------------------------------------------------------------------- |
| Oro     | Corea del Sud | Yang Jae-hoon Lee Ho-joon Kim Woo-min Hwang Sun-woo Lee Yoo-yeon Kim Gun-woo       |
| Argento | Cina          | Wang Shun Niu Guangsheng Wang Haoyu Pan Zhanle Fei Liwei Hong Jinquan Zhang Ziyang |
| Bronzo  | Giappone      | Hidenari Maro Tomoru Honda Taikan Tanaka Katsuhiro Matsumoto So Ogata              |

## Record
Prima della manifestazione il record del mondo (RM), il record asiatico (AS) e il record dei giochi (RC) erano i seguenti.
|  | 6'58"55 | Stati Uniti | 31 luglio 2009 Roma     |
|  | 7'02"26 | Giappone    | 31 luglio 2009 Roma     |
|  | 7'05"17 | Giappone    | 20 agosto 2018 Giacarta |

Durante la competizione è stato migliorato il seguente record:
|  | 7'01"73 | Corea del Sud |

## Programma
| Data              | Ora (UTC+8) | Turno    |
| ----------------- | ----------- | -------- |
| 25 settembre 2024 | 11:21       | Batterie |
| 25 settembre 2024 | 20:54       | Finale   |

## Risultati

### Batterie
| Pos. | Batteria | Corsia | Nazione       | Atleta | Tempo   | Note |
| ---- | -------- | ------ | ------------- | --- | ------- | ---- |
| 1    | 2        | 4      | Corea del Sud | Lee Yoo-yeon (1'48"24) Kim Gun-woo (1'49"53) Yang Jae-hoon (1'49"00) Kim Woo-min (1'46"07)                                   | 7'12"84 | Q    |
| 2    | 1        | 4      | Cina          | Fei Liwei (1'49"36) Hong Jinquan (1'47"72) Niu Guangsheng (1'47"78) Zhang Ziyang (1'48"10)                                   | 7'12"96 | Q    |
| 3    | 2        | 5      | Giappone      | Hidenari Mano (1'46"92) Tomoru Honda (1'48"09) Taikan Tanaka (1'48"95) So Ogata (1'49"42)                                    | 7'13"38 | Q    |
| 4    | 1        | 3      | Singapore     | Glen Lim Jun Wei (1'49"85) Ardi Zulhilmi Azman (1'49"21) Jerald Lium (1'50"21) Darren Chua (1'52"30)                         | 7'21"57 | Q    |
| 5    | 2        | 3      | Malaysia      | Khiew Hoe Yean (1'49"29) Arvin Shaun Singh (1'49"62) Lim Yin Chuen (1'52"28) Tan Khai Xin (1'54"98)                          | 7'26"17 | Q    |
| 6    | 2        | 2      | India         | Aryan Nehra (1'52"93) Aneesh Gowda (1'52"57) Kushagra Rawat (1'52"41) Tanish George Mathew (1'51"13)                         | 7'29"04 | Q    |
| 7    | 1        | 5      | Vietnam       | Đỗ Ngọc Vinh (1'53"26) Ngô Đình Chuyền (1'52"10) Trần Hưng Nguyên (1'51"66) Nguyễn Quang Thuấn (1'52"97)                     | 7'29"99 | Q    |
| 8    | 2        | 6      | Hong Kong     | Cheuk Ming Ho (1'51"12) Lau Ping Chi (1'53"79) He Shing Ip (1'54"04) Lau Shiu Yue (1'53"84)                                  | 7'32"79 | Q    |
| 9    | 1        | 6      | Thailandia    | Dulyawat Kaewsriyong (1'55"08) Pongpanod Trithan (1'53"49) Ratthawit Thammananthachote (1'51"70) Tonnam Kanteemool (1'53"52) | 7'33"79 |      |
| 10   | 2        | 7      | Qatar         | Mohamed Ismail (1'59"88) Tameem El-Hamayda (2'03"68) Abdalla El-Ghamry (1'59"92) Ahmed Diab (1'59"90)                        | 8'03"38 |      |
| 11   | 1        | 2      | Macao         | Ng Chi Hin (2'02"20) Lam Chi Chong (2'05"65) Chan Si Chon (2'07"99) Choi Ngou Fai (2'07"33)                                  | 8'23"17 |      |
| 12   | 1        | 7      | Pakistan      | Muhammad Amaan Siddiqui (2'03"34) Azhar Abbas (2'20"41) Muhammad Hamza Anwar (2'17"95) Muhammad Ahmed Durrani (2'02"57)      | 8'44"27 |      |
| 13   | 2        | 1      | Maldive       | Mubal Azzam Ibrahim (2'08"22) Mohamed Rihan Shiham (2'09"55) Ahmed Neeq Niyaz (2'22"65) Ali Imaan (2'09"80)                  | 8'50"22 |      |

### Finale
| Pos. | Corsia | Nazione       | Atleta                                                                                                   | Tempo        | Note |
| ---- | ------ | ------------- | --- | ------------ | ---- |
|      | 4      | Corea del Sud | Yang Jae-hoon (1'46"83) Lee Ho-joon (1'45"36) Kim Woo-min (1'44"50) Hwang Sun-woo (1'45"04)              | 7'01"73      |      |
|      | 5      | Cina          | Wang Shun (1'45"96) Niu Guangsheng (1'46"68) Wang Haoyu (1'45"99) Pan Zhanle (1'44"77)                   | 7'03"40      |      |
|      | 3      | Giappone      | Hidenari Mano (1'47"11) Tomoru Honda (1'45"59) Taikan Tanaka (1'48"00) Katsuhiro Matsumoto (1'45"59)     | 7'06"29      |      |
| 4    | 6      | Singapore     | Glen Lim Jun Wei (1'49"30) Ardi Zulhilmi Azman (1'48"07) Jerald Lium (1'50"75) Jonathan Tan (1'49"86)    | 7'17"98      |      |
| 5    | 2      | Malaysia      | Khiew Hoe Yean (1'49"55) Tan Khai Xin (1'51"63) Arvin Shaun Singh (1'50"54) Lim Yin Chuen (1'50"36)      | 7'22"08      |      |
| 6    | 1      | Vietnam       | Trần Hưng Nguyên (1'49"73) Ngô Đình Chuyền (1'50"91) Nguyễn Quang Thuấn (1'51"73) Đỗ Ngọc Vinh (1'52"55) | 7'24"92      |      |
| 7    | 7      | India         | Aryan Nehra (1'51"89) Aneesh Gowda (1'52"35) Kushagra Rawat (1'52"19) Tanish George Mathew (1'52"80)     | 7'29"23      |      |
| DSQ  | 8      | Hong Kong     | Cheuk Ming Ho (1'50"92) Lau Ping Chi (1'53"03) He Shing Ip Lau Shiu Yue                                  | Squalificata |      |